# La madrastra (2022)
La madrastra é uma telenovela mexicana produzida por Carmen Armendáriz para a TelevisaUnivision, foi exibida pelo Las Estrellas de 15 de agosto a 21 de outubro de 2022, substituindo Mujer de nadie e sendo substituída por Cabo. 
É um reboot do clássico homônimo de 2005, e é a quinta produção da franquia Fábrica de Sueños. 
Protagonizada por Aracely Arámbula e Andrés Palacios e antagonizada por Marisol del Olmo, Martha Julia, Marco Treviño, Cecilia Gabriela, Juan Martín Jáuregui, Denia Agalianu, Adrián Di Monte e José Elías Moreno e com as atuaçãoes estelares de Isadora González, Eduardo España, Montserrat Marañón e Ricardo Fastlicht, o primeiro ator Juan Carlos Barreto e com a participação especial de Gabriel Soto..

## Sinopse
Acusada injustamente no exterior de um crime do qual é inocente e acusada, Marcia Cisneros (Aracely Arámbula) é condenada a 35 anos de prisão. Esteban Lombardo (Andrés Palacios), seu marido, não só a culpa pelo assassinato de Nicólas Escalante (Gabriel Soto), mas também por ser uma mulher infiel que tentou encobrir sua infidelidade apagando seu amante do mapa, pelo qual ele decide abandoná-la e processar o divórcio.
Com um segurança de cabeça erguida, Márcia vai provar sua inocência, colocando os amigos do ex-marido sob a lupa para encontrar o verdadeiro assassino, então ela decide estudar direito durante sua sentença para reabrir o caso.
Ao chegar ao México, Lucrecía Lombardo (Marisol del Olmo), irmã de Esteban e junto com ele, colocam o retrato de uma mulher desconhecida para fazer Hugo Lombardo (David Caro Levy) e Lucía Lombardo (Ana Tena) acreditarem — os filhos de Esteban e Marcia —, que seu mãe morreu em um acidente e eles acreditam que uma mulher cheia de virtudes é retratada nessa pintura.
Vinte anos depois e um advogado consegue tirar Márcia da cadeia por bom comportamento, Márcia volta de cabeça erguida para recuperar seus filhos e limpar seu nome, para isso, convoca todos os suspeitos para um jantar e depois apresentação, agora sob a identidade de Marisa Jones, eles ficam surpresos com seu retorno, então o nome lhe dará a oportunidade de conquistar seus filhos e descobrir todos os suspeitos. Uma vez que ela apareceu, Márcia, com a ajuda do amor que Esteban ainda sente por ela, ordena que ele rompa com sua noiva para se casar com ela, tornando-se madrasta de seus próprios filhos.

## Produção
Em outubro de 2018, a série foi anunciada como parte da franquia Fábrica de sueños.
Em maio de 2022, a série foi apresentada durante a Univision para a temporada de televisão de 2022-2023, com Aracely Arámbula e Andrés Palacios sendo anunciados nos papéis principais.
As filmagens começaram em 6 de junho de 2022.

## Elenco
Uma extensa lista de elenco foi publicada em 13 de junho de 2022 em um comunicado de imprensa.
- Aracely Arámbula - Marcia Cisneros Díaz de Lombardo / Marisa Jones[10]
- Andrés Palacios - Esteban Lombardo Fuentes
- Marisol del Olmo - Lucrecia Lombardo Fuentes[11]
- Juan Carlos Barreto - Padre José Jaramillo
- Martha Julia - Florencia Linares de Tejada
- Marco Treviño - Donato Rivas
- Cecilia Gabriela - Emilia Zetina de Rivas
- Juan Martín Jáuregui - Bruno Tejada
- Isadora González - Inés Lombardo Fuentes
- Denia Agalianu - Paula Ferrer Zetina
- Eduardo España - Rufino "Tortuga" González
- Montserrat Marañón - Cándida García de Núñez
- Ricardo Fastlicht - Francisco "Pancho" Núñez
- Epy Velez - Violeta Prado
- Carmen Muga - Alba Bermejo
- Adrián Di Monte - Álvaro González
- Iker Madrid - La Condesa
- Alberto Pavón - Iñaki Arnelia
- David Caro Levy - Hugo Lombardo Cisneros
- Ana Tena - Lucía Lombardo Cisneros
- Emiliano González - Rafael Lombardo
- Julia Urbini - Celia Núñez García
- Sebastián Fouilloux - Omar Escalante Macias
- Christopher Valencia - Pablo Núñez García
- José Elías Moreno - Santino Gonzáñez
- Vilma Sotomayor - Rebeca Macias de Escalante
- Gabriel Soto - Nicolás Escalante[12]
- Pedro Prieto - Antonio Gil
- Palmeira Cruz - Betina Mena
- Diego Soldano - Gaspár Iglesias
- Karla Gaytán - Jimena Gil
- Dacia González - Adelina González
- Dany Cordero - Dolores "Lola" Mena

## Versões
- Esta versão é parte do projeto Fábrica de sueños, cujo prioriza remakes de obras que marcaram a teledramaturgia mexicana da Televisa, sendo tida como uma adaptação da versão de 2005, produzida por Salvador Mejía para a Televisa e estrelada por Victoria Ruffo e César Évora. Outras versões da trama foram:
- La madrastra (1981), versão original da obra, criada por Arturo Moya Grau e exibida pela emissora chilena, Canal 13. Esta versão foi estrelada por Jael Unger e Walter Kliche.
- Vivir un poco, primeira versão mexicana, produzida por Valentín Pimstein em 1985 para Televisa e protagonizada por Angélica Aragón e Rogelio Guerra.
- Para toda la vida, telenovela produzida por Lucero Suárez para Televisa em 1996 em coprodução com o canal chileno Megavisión e protagonizada por Ofelia Medina e Ezequiel Lavandero.
- Forever (1996), telenovela produzida pela Fox Television em coprodução com a Televisa, produzida por Carlos Sotomayor e protagonizada por Maria Mayenzet e James Richer.
- ¿Quién mató a Patrícia Soler?, telenovela colombiana produzida pela RTI Televisión e protagonizada por Itatí Cantoral e Miguel de Miguel.

## Exibição

#### No Brasil
A novela foi enviada para dublagem na Rio Sound.

## Audiência
| Horário               | # Eps. | Estreia              | Estreia           | Final                 | Final           | Posição | Temporada | Classificação geral |
| Horário               | # Eps. | Data                 | Primeiro capítulo | Data                  | Último capítulo | Posição | Temporada | Classificação geral |
| --------------------- | ------ | -------------------- | ----------------- | --------------------- | --------------- | ------- | --------- | ------------------- |
| Segunda – Sexta 21h30 | 50     | 15 de agosto de 2022 | 3.1               | 21 de outubro de 2022 | 3.8             | #1      | 2022      | 3.1                 |

## Prêmios e Indicações

### Premio TvyNovelas 2023
| Categoria                    | Indicados            | Resultados |
| Melhor Telenovela            | Carmen Armendáriz    | Indicado   |
| Melhor Atriz Protagonista    | Aracely Arámbula     | Indicado   |
| Melhor Ator Protagonista     | Andrés Palacios      | Indicado   |
| Melhor Atriz Antagonista     | Marisol del Olmo     | Indicado   |
| Melhor Ator Antagonista      | Marco Treviño        | Indicado   |
| Melhor Atriz Co-Protagonista | Martha Julia         | Indicado   |
| Melhor Ator Co-Protagonista  | Juan Martín Jáuregui | Indicado   |
| Melhor Atriz Juvenil         | Ana Tena             | Indicado   |
| Melhor Ator Juvenil          | Emiliano González    | Venceu     |
| Melhor Primeira Atriz        | Cecilia Gabriela     | Venceu     |
| Melhor Primeiro Ator         | José Elías Moreno    | Indicado   |
| Melhor Atriz Coestelar       | Isadora González     | Indicado   |
| Melhor Ator Coestelar        | Eduardo España       | Indicado   |
| Melhor Elenco                | Carmen Armendáriz    | Indicado   |